# Bretterwandspitze
Bretterwandspitze är en bergstopp i Österrike. Den ligger i distriktet Lienz och förbundslandet Tyrolen, i den centrala delen av landet. Toppen på Bretterwandspitze är 2 887 meter över havet.
Bretterwandspitze är en kal bergstopp. I dalgångarna växer gräsmarker och blandskog. Över toppen finns ingen vandringsled. Klättring på berget rekommenderas inte för nybörjare.